# Camille de Meaux
Marie-Camille-Alfred de Meaux, född den 18 september 1830 i Montbrison, död den 4 november 1907, var en fransk vicomte, politiker och skriftställare. Han var sonson till Camille-Augustin de Meaux.
de Meaux blev 1871 deputerad och 1876 senator samt var jordbruksminister i kabinetten Dufaure-Buffet 1875-76 och Broglie-Fourtou (1877). Sedan han 1879 fallit igenom vid senatsvalen, ägnade han sig mest åt historiska och arkeologiska studier. Bland hans skrifter märks Les luttes religieuses au XVI:e siécle (1876), Montalembert (1897) och det för 1870-talets franska politiska historia värdefulla memoararbetet Souvenirs politiques, 1871-1877 (1905).